# Simon Whitlock
Simon Whitlock (Cessnock, 3 marzo 1969) è un giocatore di freccette australiano.
Soprannominato The Wizard (Lo stregone), è attualmente 38º nel ranking PDC. È l'unico giocatore a non aver vinto un campionato del mondo di freccette pur essendo stato finalista sia della versione della BDO che di quella della PDC.
È l'attuale detentore della Coppa del Mondo PDC in coppia con Damon Heta (rappresentando l'Australia).

## Carriera

### Inizi nella BDO
Dopo aver raggiunto gli ottavi di finale al Campionato del mondo PDC del 2003, Simon Whitlock decise di partecipare agli eventi della British Darts Organization. Nel 2005 arrivò in semifinale sia nel Campionato del mondo BDO (venendo estromesso da Martin Addams) sia nell'International Darts League, della quale fu semifinalista anche l'anno successivo (eliminando ai quarti Phil Taylor ma venendo a sua volta sconfitto da Raymond van Barneveld).
Nel 2008 ottenne il suo miglior risultato arrivando alla finale del BDO World Championship, dove però perse con Mark Webster per 7-5. Dopo essere uscito al secondo round l'anno dopo, Whitlock decise di lasciare la BDO per tornare nella PDC.

### Nella PDC: 2010-2012
Nel 2010 Whitlock arriva nuovamente in finale ad un mondiale, venendo stavolta sconfitto da Phil Taylor per 7-3: nonostante ciò, la sua buona prestazione gli garantisce abbastanza ricavi economici per potersi trasferire in pianta stabile in Inghilterra e competere agevolmente a tutti i tornei PDC. Nella Premier League Darts arriva secondo nella fase a gironi, per essere poi eliminato in semifinale da James Wade; è semifinalista anche nell'edizione inaugurale della Coppa del mondo PDC, dove rappresenta l'Australia con Paul Nicholson, uscendo per mano del Galles di Mark Webster e Barrie Bates.
Dopo un 2011 caratterizzato solamente da una semifinale nel Campionato d'Europa PDC, è proprio questo torneo, nel 2012, a regalargli la sua prima (e finora unica) vittoria in un major PDC: Whitlock si laurea infatti campione d'Europa con una vittoria per 11-5 contro Wes Newton. Nello stesso anno è finalista anche in Premier League (sconfitto da Phil Taylor per 10-7, ma nella quale realizza, in semifinale contro Andy Hamilton, un nine-dart finish), in Championship League (sconfitto di nuovo da Phil Taylor, stavolta per 6-4) e nella Coppa del mondo (di nuovo in coppia con Nicholson, sconfitti per 4-3 dall'Inghilterra di Taylor ed Adrian Lewis).

### Dal 2013
Dal 2013 comincia però il declino di Whitlock, che non riuscirà più ad imporsi come negli anni precedenti: infatti, dopo non essere riuscito a difendere il titolo di campione d'Europa venendo sconfitto in finale da Adrian Lewis, ed essere arrivato, nel 2014, in semifinale sia nel World Championship che nel World Matchplay (sconfitto rispettivamente da Peter Wright e Michael van Gerwen), The Wizard inanella una serie di risultati deludenti. Nel 2015 e nel 2016, infatti, viene eliminato quasi sempre nei primi turni dei major, offrendo prestazioni non alla sua altezza (anche a causa di problemi familiari successivamente rivelati).
Nel 2017 torna a disputare una finale, quella del World Grand Prix of Darts, dove viene però sconfitto 5-4 da Daryl Gurney; nel 2018 è invece di nuovo finalista del Campionato d'Europa, arrendendosi però a James Wade per 11-8.

## Caratteristiche tecniche e personaggio

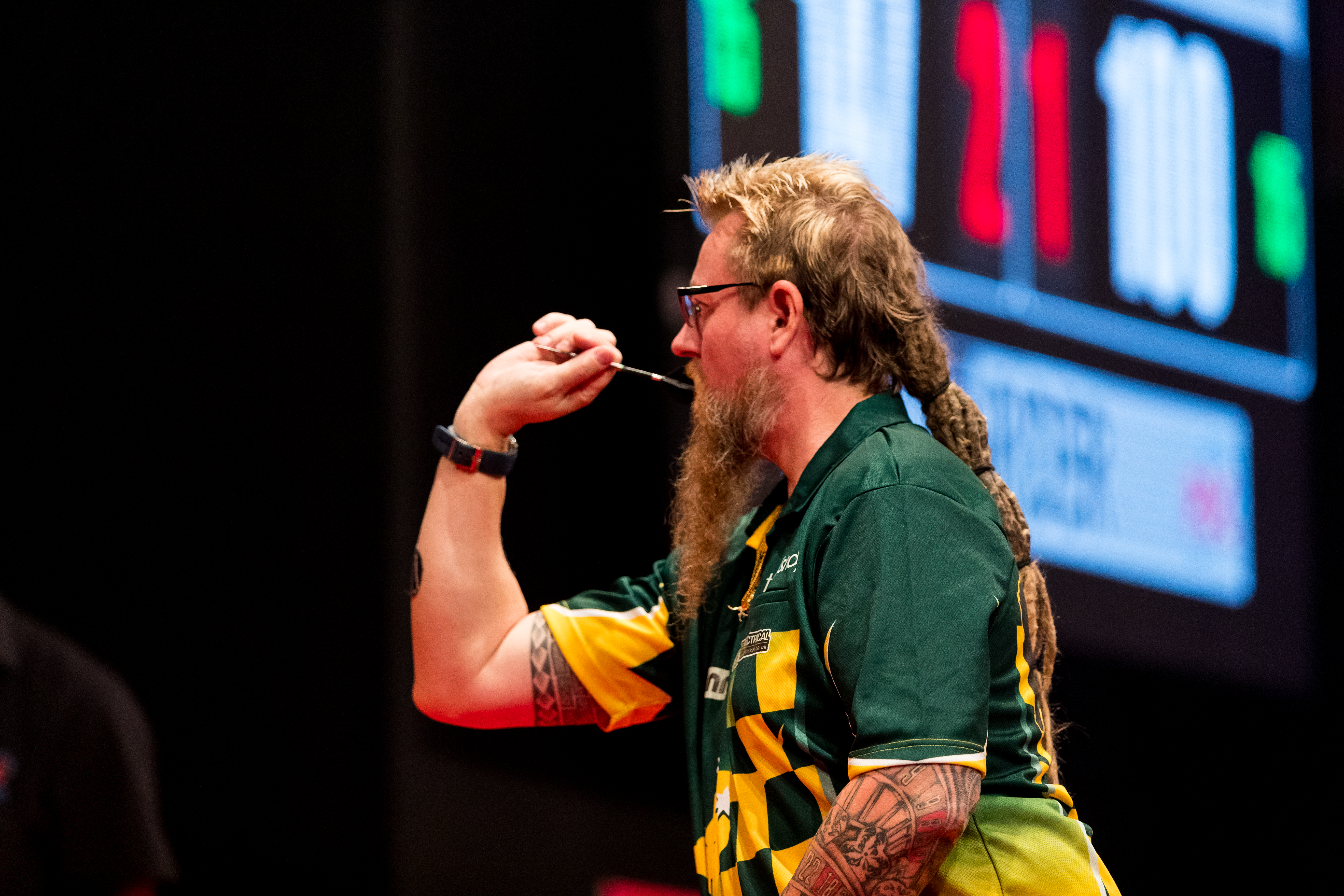
Whitlock mentre lancia una freccetta

Whitlock tende a tenere la freccetta piegata all'indietro avanti a sé in fase di mira, lanciando quasi senza caricare. Soprannominato The Wizard, è facilmente riconoscibile per i suoi lunghi rasta biondi e per la sua maglia gialla e verde, raffigurante un canguro sul davanti ed una sua caricatura su un disegno dell'Australia sul retro. La sua canzone d'ingresso è Down Under dei Men at Work.

## Finali di carriera

### Finali principali BDO: 1 (1 secondo classificato)
| Risultato | No. | Anno | Campionato               | Sfidante in finale | Punteggio |
| Secondo   | 1.  | 2008 | Campionato del mondo BDO | Mark Webster       | 5–7 (s)   |

### Finali principali PDC: 7 (1 titolo, 6 seconde classificate)
| Legenda                     |
| World Championship (0–1)    |
| Premier League (0–1)        |
| World Grand Prix (0–1)      |
| European Championship (1–2) |
| Championship League (0–1)   |

| Risultato | No. | Anno | Campionato            | Sfidante in finale | Punteggio |
| Secondo   | 1.  | 2010 | Campionato del mondo  | Phil Taylor        | 3–7 (s)   |
| Secondo   | 2.  | 2012 | Premier League        | Phil Taylor        | 7–10 (l)  |
| Vincitore | 1.  | 2012 | European Championship | Wes Newton         | 11–5 (l)  |
| Secondo   | 3.  | 2012 | Championship League   | Phil Taylor        | 4–6 (l)   |
| Secondo   | 4.  | 2013 | European Championship | Adrian Lewis       | 6–11 (l)  |
| Secondo   | 5.  | 2017 | World Grand Prix      | Daryl Gurney       | 4–5 (s)   |
| Secondo   | 6.  | 2018 | European Championship | James Wade         | 8–11 (l)  |

### Finali della serie mondiale PDC: 1 (1 secondo classificato)
| Legenda                     |
| World Series of Darts (0-1) |

| Risultato | No. | Anno | Campionato              | Sfidante in finale | Punteggio |
| Secondo   | 1.  | 2014 | Singapore Darts Masters | Michael van Gerwen | 8-11 (l)  |

### Finali a squadre PDC: 2 (1 titolo, 1 secondo classificato)
| Risultato | No. | Anno | Campionato           | Team      | Compagno di squadra | Sfidante in finale                     | Punteggio |
| Secondo   | 1.  | 2012 | Campionato del mondo | Australia | Paul Nicholson      | Inghilterra Phil Taylor e Adrian Lewis | 3–4 (m)   |
| Vincitore | 2.  | 2022 | Campionato del mondo | Australia | Damon Heta          | Galles – Gerwyn Price e Jonny Clayton  | 3–1 (m)   |

## Palmarès

### PDC Majors
- Campionato d'Europa PDC: 1 (2012)
- Coppa del mondo PDC: 1 (2022)

Australia: in coppia con Damon Heta

### Altri trofei
- Australian Grand Masters: 4 (2004, 2005, 2006, 2007)
- Pacific Masters: 3 (2004, 2006, 2008)
- Dutch Darts Master: 1 (2012)
- UK Open Qualifier: 2 (2013, 2017)
- Player Championships: 11